# 日章丸事件

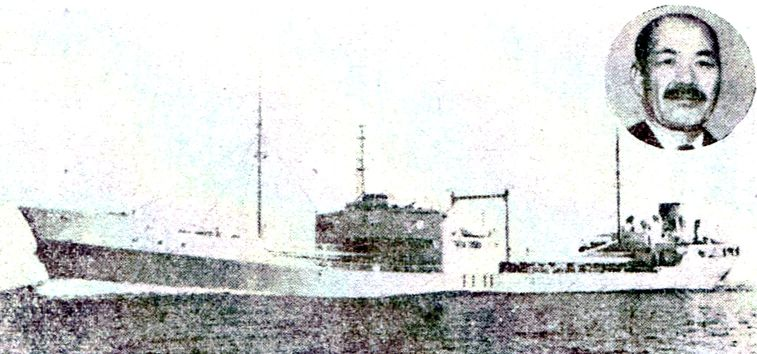
時事通信社『時事通信 日刊時事解説板』第2235号（1953）より日章丸（2代目）。右上は新田辰夫船長

日章丸事件（にっしょうまるじけん、ペルシア語: حادثه کشتی نیشومارو）は、1953年（昭和28年）に起きた石油の輸入とそれに付随した訴訟および国際的な衝突。

## 概要
イギリスの影響下にあったイランは第二次世界大戦後独立していたものの、当時世界最大と推定されていたその石油資源はイギリス資本たる石油メジャー「アングロ・イラニアン社」（BPの前身、AIOC）の管理下に置かれ、イラン国民はもとより政府にもその利益がほとんど分配されない状況にあった。その中で、イランは1951年に石油の国有化を宣言し、イラン国営石油会社（NIOC）がアングロ・イラニアン社の資産を接収する。反発したイギリスは中東に軍艦を派遣、イランへ石油の買付に来たタンカーは撃沈すると国際社会に表明する。事実上の経済制裁・禁輸措置を執行するイギリスにイランは態度を硬化させた。これらはアーバーダーン危機と呼ばれ、戦争が近づきつつある情勢となっていた。
一方、日本は第二次世界大戦後、イギリスやアメリカなどの連合国による占領を受け、占領終了後も両国と同盟関係にあるために独自のルートで石油を自由に輸入することが困難であり、それが経済発展の足かせとなっていた。イラン国民の貧窮と日本の経済発展の足かせを憂慮した出光興産社長の出光佐三は、イランに対する経済制裁に国際法上の正当性は無いと判断し、極秘裏に日章丸（タンカー・同名の船としては二代目）を派遣することを決意。イギリスとの衝突を恐れる日本政府との対立も憂慮し、第三国経由でイランに交渉者として専務の出光計助を1952年に極秘派遣。モハンマド・モサッデク首相などイラン側要人と会談を行う。
イラン側は、各国の企業と条件面で合意しても実際の貿易には全く結びついていない前例と、当時国際的にはほぼ無名の中小企業に過ぎなかった出光を見て初めは不信感を持っていたというが、粘り強い交渉の末に合意を取り付け、国内外の法を順守するための議論、日本政府に外交上の不利益を与えないための方策、国際法上の対策、法の抜け道を利用する形での必要書類作成、実行時の国際世論の行方や各国の動向予測、航海上の危険個所調査など準備を入念に整えて、日章丸は1953年（昭和28年）3月23日午前9時、神戸港を極秘裏に出港する。
航路を偽装するなどしてイギリス海軍から隠れる形で、日章丸は4月10日イランに到着。この時点で世界中のマスメディアに報じられ、国際的事件として認知された。日本においても、武装を持たない一民間企業が、当時世界第二の海軍力を誇っていたイギリス海軍に「喧嘩を売った事件」として報道され、日本では連日新聞の一面記事で報道された。
4月15日急ぎガソリンと軽油を積んだ日章丸は、国際世論が注目する中、イランのアーバーダーン港を出港。浅瀬や機雷などを突破、イギリス海軍の裏をかき海上封鎖を突破して5月9日9時に川崎港に到着した。アングロ・イラニアン社は積荷の所有権を主張して出光を東京地裁に提訴し、同時に外交ルートでも出光に対する処分圧力が日本国政府にもたらされた。
しかし、イギリスによる石油独占を快く思っていなかったアメリカの黙認や、快哉を叫ぶ世論の後押しもあり、行政処分などには至らなかった。裁判でも出光側の正当性が認められ、仮差押え処分の申し立ては5月27日に却下された。アングロ・イラニアン社は即日控訴するものの、10月29日になって控訴を取り下げたため、結果的に出光側の勝利に終わった（ただしアングロ・イラニアン社の控訴取り下げは、後述するイランでのクーデターにより自社の権益が事実上復活し、裁判を継続せずともその目的が事実上達成できたことによるものである）。
もっとも、本件におけるイラン側の立役者とも言えるモサデク首相が同年8月19日に発生したクーデター（アジャックス作戦）により失脚したこと、さらに本件を契機として結果的に石油メジャー各社の結束が強化されたことなどから、出光によるイラン産石油の輸入は継続困難になり、わずか3年後の1956年（昭和31年）に終了したが、これら一連の動きは、世界的に石油の自由な貿易が始まる嚆矢となった。

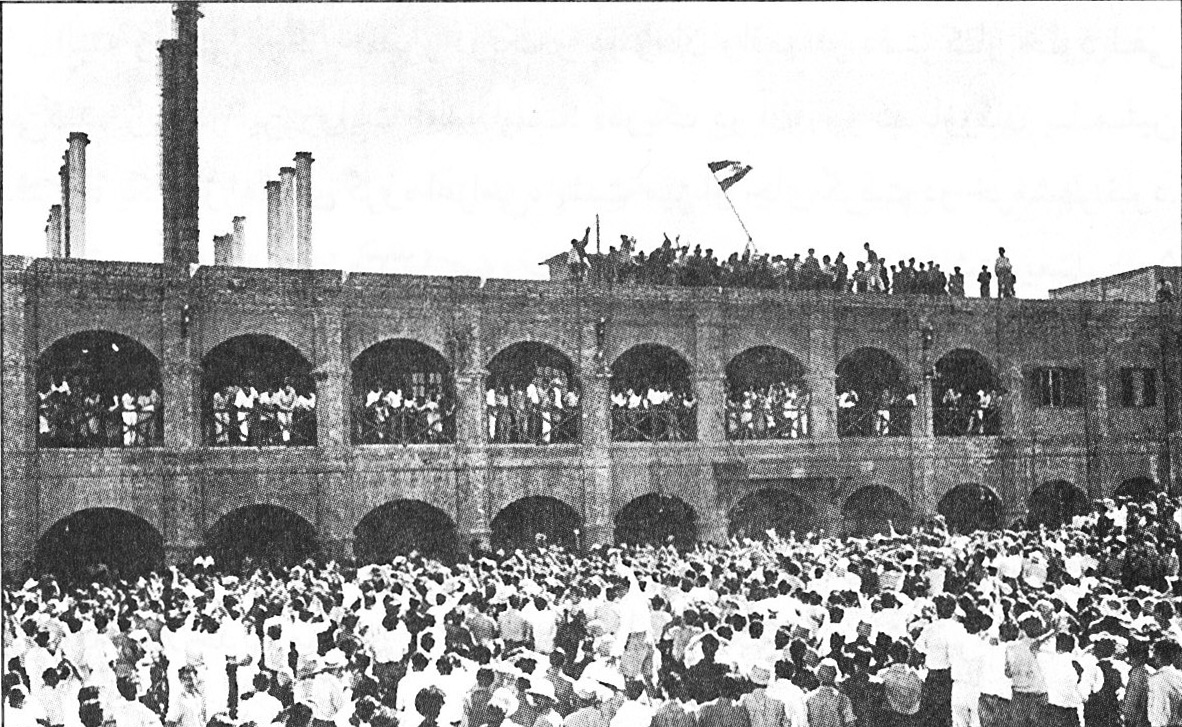
1951年、ペルシャ湾・アーバーダーンの北、ホラムシャハルの旧アングロ・イラニアン石油（AIOC）の施設がイラン国営石油会社に接収されイラン国旗が掲揚された

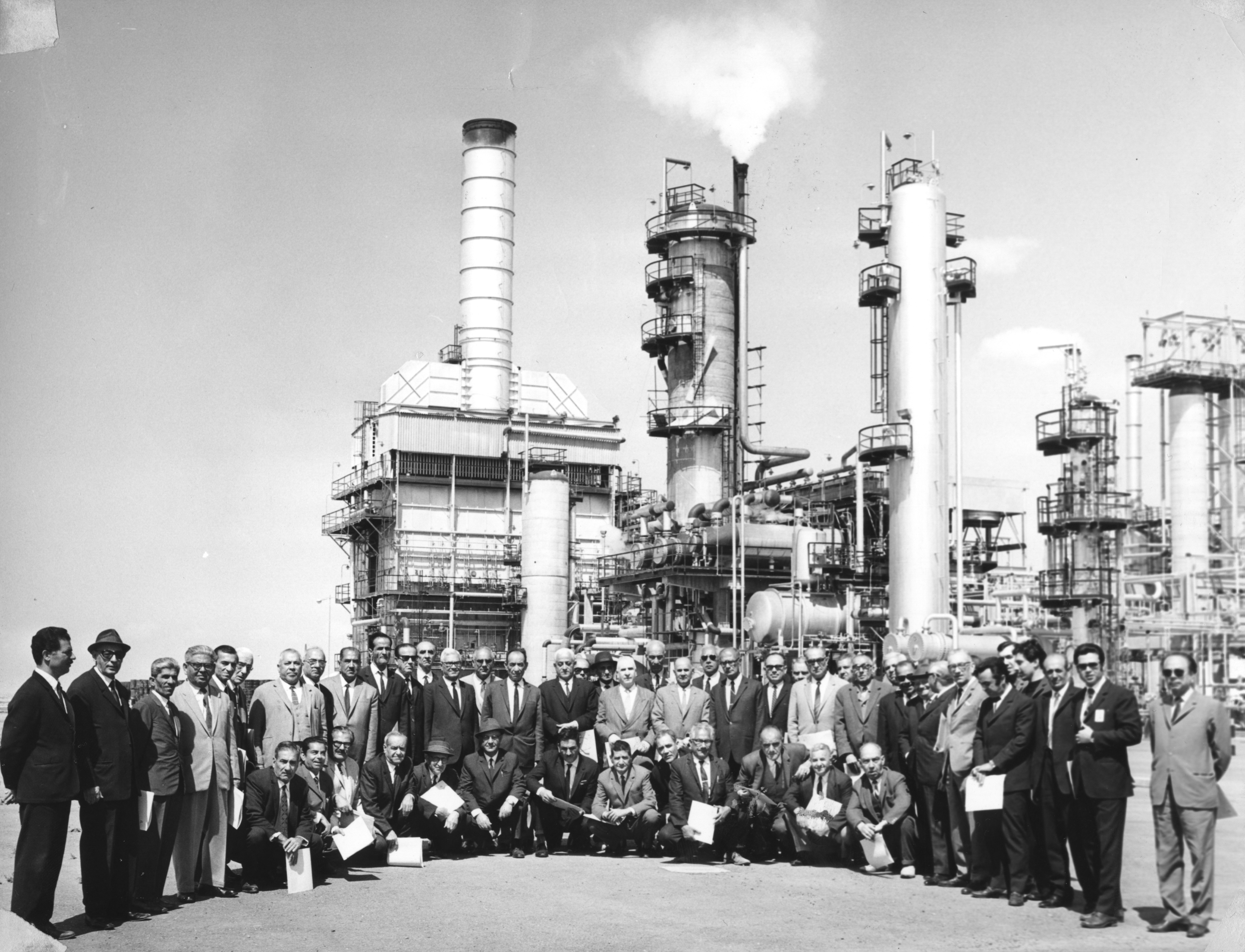
1950年代のアングロ・イラニアン石油の製油所の人々

## 時系列
- 1951年3月 日章丸、起工式。当時世界最大のタンカー
  - 9月8日 サンフランシスコ平和条約を締結し、日本独立
- 1952年
  - 6月15日 イタリア・スイス共同出資のローズマリー号、イギリス海軍にアラビア海で拿捕される。
  - 9月16日 日章丸、進水式
  - 10月16日 イラン首相、イギリスとの外交関係破綻を宣言
  - 10月22日 イラン、イギリスとの国交断絶を通告
  - 11月5日 出光の出光計助専務と手島治雄[2]、日本を出国
  - 11月6日 出光計助専務らパキスタンに到着、入国拒否を受けるも強引に入国
  - 11月8日 出光計助専務らパキスタンからイランに向けて出国
  - 11月9日 出光計助専務らイラン首相と会談し交渉を開始する
  - 11月19日 出光計助専務ら日本に帰国
  - 12月22日 日章丸、完成
- 1953年
  - 1月10日 日本外務省、出光のイランとの接触の情報入手
  - 1月 出光、飯野海運よりチャーターしていたタンカーのキャンセルを受け、同社唯一の日章丸の使用を決断
  - 2月6日 出光計助専務ら再度イランに向けて出発
  - 2月15日 イランと出光、石油貿易の正式調印
  - 3月16日 アメリカから日章丸が日本の川崎港に帰着
  - 3月18日 日章丸、川崎港から神戸港に荷卸しの為、移動（着翌日）
  - 3月23日 日章丸、目的地をサウジアラビアと偽装し神戸港を出港
  - 3月25日 日章丸、フィリピン北のバリンタン海峡を通過
  - 3月31日 日章丸、マラッカ海峡を通過
  - 4月5日 日章丸、コロンボ沖で暗号電文を受信し、無線封鎖
  - 4月7日 日章丸、オマーン湾に到達
  - 4月8日 日章丸、夜陰に隠れてホルムズ海峡を通過
  - 4月9日 日章丸、シャルル・アル・アラブ河口に到達
  - 4月10日 日章丸、アーバーダーン港（当時の記事ではアバダン港）に入港。AFP、ロイターが報道
  - 4月10日 夜・イギリス外務省が駐日大使エスラー・デニング（英語版）に調査を命じる。出光、外務省に報告。
  - 4月11日 出光、記者会見を行う
  - 4月15日 日章丸、アーバーダーン港を出港。船底部を僅かに擦りながら浅瀬を突破
  - 4月16日 日章丸、夜陰に紛れてホルムズ海峡を通過
  - 4月26日 日章丸、大きく迂回しスンダ海峡を通過しイギリス海軍駆逐艦三隻を回避
  - 4月26日 日章丸、夜陰に乗じてジャワ海の危険な暗礁海域を通過しイギリス海軍を回避
  - 4月29日 日章丸、ガスパル海峡を通過
  - 4月30日 日章丸、南シナ海に到達し、無線封鎖を解除、出光と連絡を取る
  - 4月30日 イギリス、駐英大使松本俊一を呼び出し厳重抗議
  - 4月30日 日本政府外務省、何も知らず民間の取引に介入できない旨、イギリスに弁明
  - 4月〜5月 自動車6団体がイラン石油輸入を歓迎する旨発表。同時期、報道激化し様々な意見が発表される
  - 5月4日 日章丸、フィリピン北のバシー海峡を通過
  - 5月7日 イギリス、日章丸の日本領海到達を確認。即座にアングロ・イラニアン社より仮処分申請を東京地裁に提出
  - 5月8日 出光、広島のイギリス海軍が軍用機を飛ばしている情報を受け、記者会見を開き徳山港（山口県）へ入港予定との陽動情報を流す
  - 5月8日 日章丸、土佐沖にて新聞社に撮影され、陽動情報である事が露見
  - 5月9日 日章丸、川崎港に到着。同日、東京地裁にて第一回の口頭弁論開かれる
  - 5月9日 通産事務次官玉置敬三、通産省はこの紛争に巻き込まれたくないとの見解を記者に述べる
  - 5月13日 日章丸、陸揚げを完了し、船の差し押さえを逃れる
  - 5月14日 日章丸、イランに向けて再度出港し、貿易を既成事実化する
  - 5月16日 東京地裁にて第二回口頭弁論開かれる
  - 5月27日 東京地裁、仮処分申請を却下。
  - 5月27日 日本外務省が政府は何ら関与しない旨を発表
  - 6月 イラン政府、出光との当初の契約を見直し、石油価格を大幅減額で提供する旨を発表
  - 6月7日 日章丸、アーバーダーン港に再度到着。イラン政府高官、および数千人の民衆の出迎えを受ける。